# Всё началось в Харбине
«Всё началось в Харбине» (другое название «Харбинец») — российский восьмисерийный телефильм 2013 года, снятый по мотивам книги воспоминаний Бориса Христенко «Повесть о пережитом». Снят российской кинокомпанией «Кобура». Премьера: на Украине — 21 января 2013 года на телеканале «1+1»; в России — 6 мая 2013 года на телеканале «Россия-1».

## Съёмки
Сценарий написал Эдуард Володарский. Это одна из последних работ сценариста, который умер 8 октября 2012 года. В основу сценария положены мемуары Бориса Христенко «Повесть о пережитом». Его сын, Виктор Христенко, выступил консультантом фильма. По словам Данилы Козловского, «очень много рассказывал, когда приезжал на съёмочную площадку. Я так даже видел, что собирался приехать на полчаса, а задерживался больше, чем на полчаса. Рассказывал про своего отца, конечно, про маму». Хотя в итоге сценарий заметно отличался от книги, по словам В. Б. Христенко, в фильме, «передан тот нерв и стержень, который был заложен автором в основу произведения».
Работа над сериалом проходила в Санкт-Петербурге и его пригородах: Петергофе, Кронштадте, Пушкине, Зеленогорске, Финском заливе. Здесь снимали и Харбин, так как по словам создателей проекта современный Харбин, где также побывали создатели фильма, очень изменился с начала XX века, и, так как этот китайский город строили русские инженеры, проще было в Санкт-Петербурге найти похожую натуру, которую подбирали по старым фотографиям Харбина. Ретро-автомобили и другой старинный реквизит предоставила киностудия «Ленфильм».
Для Данилы Козловского самым запоминающимся моментом съёмок стало вождение паровоза: «Мне потребовалось пять минут, чтобы освоить профессию машиниста паровоза. Вёл я настоящий паровоз 1930-х годов, правда, перед тем, как начать съёмки, внутренне перекрестился, чтобы не разбиться. Ощущение невероятное. После того как сцена была отснята, я подошёл поблагодарить этот паровоз, похлопать его дружески по боку, а тут — труба с кипятком буквально выплюнула на меня часть горячей воды».

## Сюжет
Сериал снят на основе реальных событий, происходивших с 1928 года по 1953 год. История начинается в Маньчжурии, в Харбине, а заканчивается на территории Советского Союза. Главный герой, сын сотрудника Китайско-Восточной железной дороги (КВЖД) Борис Эйбоженко вместе с родителями и младшим братом Владимиром живёт в Харбине, ведя беззаботную подростковую жизнь. Всё резко изменилось в 1928 году. Из-за «неблаговидного» поступка отец потерял работу, а его сыновья сталкиваются с непониманием в обществе и другими сложностями. Сам Борис в это время романтически влюблён в Людмилу Ержанову, дочь начальника железной дороги. Обстоятельства складываются так, что Людмила пытается сбежать из семьи с бывшим белогвардейским офицером, но эту попытку пресекают. В конце концов Ержанова арестована, а офицер погибает. В 1932 году власть в Харбине захватывают японцы.
Борис осознаёт, что теперь спокойной жизни в Харбине ему не будет и решает уехать в СССР. Китайско-Восточная железная дорога теперь передана новым владельцам, а сотрудники, трудившиеся на ней, вынуждены вернуться в свою страну. Советские власти, обещавшие харбинцам счастливую жизнь на Родине, после возвращении начинают их преследовать. Арестованы одни за одним друзья и знакомые Бориса. Не уберегла судьба и его отца, и младшего брата. Позже и сам Борис попадает в лагерь. Даже с началом Великой Отечественной войны его не выпускают оттуда, все годы он проводит в неволе.
Но судьба не перестаёт преподносить Борису сюрпризы. Однажды в лагере появляется бывший начальник железной дороги — отец Людмилы. От него главный герой сериала узнаёт, что его возлюбленная была арестована после побега из Харбина, потом находилась в лагере, а сейчас она живёт на поселении. Борис понимает, что его чувства с годами не угасли, он до сих пор любит Людмилу.
Отбыв срок в лагере, Борис сразу же отправляется навстречу своей любви. Но свободная жизнь оказалась недолгой: в документах Бориса обнаруживается ошибка, и он снова попадает в лагерь, теперь уже на пять лет. Все эти долгие годы главный герой надеется на встречу с Людмилой. Но оказывается, что она замужем, её муж смертельно болен, поэтому Люда не решается бросить его в такой момент. Борис возвращается в Ленинград, к своему брату Владимиру. Брат находится в психиатрической клинике, откуда Борис забирает его. А в скором времени в город приезжает и Людмила…

## В ролях
| Актёр                  | Роль                                                                         |
| ---------------------- | ---------------------------------------------------------------------------- |
| Данила Козловский      | Борис Эйбоженко                                                              |
| Анна Чиповская         | Людмила Ержанова                                                             |
| Владимир Епифанцев     | Валентин Витальевич Крахмальников (младший комиссар ОГПУ)                    |
| Филипп Ершов           | Володя Эйбоженко (младший брат Бориса, скрипач)                              |
| Дина Корзун            | Матрёна Ивановна (мать Бориса и Володи)                                      |
| Игорь Иванов           | Николай Петрович Эйбоженко (отец Бориса и Володи, железнодорожный диспетчер) |
| Никита Ефремов         | Георгий Деснин                                                               |
| Ирина Розанова         | Агриппина Ивановна Коваль (тётя Груня)                                       |
| Игорь Скляр            | Фёдор Васильевич Ержанов (отец Людмилы, начальник подвижного состава КВЖД)   |
| Эрнст Романов          | Сергей Николаевич Веденский (профессор)                                      |
| Александр Вонтов       | Сталин                                                                       |
| Владимир Богданов      | Захар Леонидович Суздалев                                                    |
| Сергей Занин           | Иван Трофимович (преподаватель техникума)                                    |
| Валерий Дегтярь        | Глеб Денисович Михайлов (помощник диспетчера)                                |
| Наталья Ткаченко       | Валентина (жена Михайлова)                                                   |
| Михаил Елисеев         | Андрей Сипягин (штабс-капитан)                                               |
| Константин Дунаевский  | Олег Лундстрем (джазмен)                                                     |
| Анна Вартаньян         | Лидия Вишнякова (преподавательница в музыкальном училище)                    |
| Андрей Шарков          | Артур Тарасович Ивашко                                                       |
| Юлия Денисова          | Алла Видова                                                                  |
| Игорь Головин          | следователь НКВД                                                             |
| Анна Пескова           | Марина (медсестра)                                                           |
| Алексей Байдаков       | бригадир                                                                     |
| Георгий Просаловский   | Смирнов (начальник лагеря)                                                   |
| Ольга Калмыкова        | поселенка                                                                    |
| Игорь Николаев         | Василий Игнатьевич (ухажёр тёти Груни)                                       |
| Сергей Мучеников       | психиатр                                                                     |
| Екатерина Новикова     | медсестра                                                                    |
| Любовь Макеева         | ассистент хирурга                                                            |
| Пётр Журавлёв          | анестезиолог                                                                 |
| Сергей Кудрявцев       | начальник станции                                                            |
| Александр Балсанов     | Юнь-Ха (китайский диспетчер)                                                 |
| Валерий Скляров        | Вань Чикуан (начальник КВЖД)                                                 |
| Александр Дергапутский | проводник                                                                    |
| Батырбек Тайжанов      | Ван (продавец автомобиля)                                                    |
| Вадим Лымарь           | Митя (сосед)                                                                 |
| Валерий Ли             | японский полковник                                                           |
| Дин Фан                | китаец /китайский провокатор (две роли)                                      |
| Беата Маковская        | Элеонора Викторовна (клиентка)                                               |
| Алексей Фалилеев       | декан Нью-Йоркской консерватории                                             |
| Баатр Колаев           | полицейский                                                                  |
| Виталий Кузьмин        | британец                                                                     |
| Алиса Слепян           | британка                                                                     |
| Владимир Шагин         | новый начальник управления КВЖД                                              |
| Евгений Артемьев       | кадровик                                                                     |
| Ольга Карленко         | продавщица Торгсина                                                          |
| Космидайло             | Константин Семёнович Барановский (директор автобазы)                         |
| Ирина Цветкова         | соседка                                                                      |
| Владимир Галась        | чекист                                                                       |
| Сергей Жукович         | шофёр                                                                        |
| Регина Щукина          | поселенка                                                                    |
| Денис Моисеев          | инвалид                                                                      |
| Дмитрий Петрушков      | Вася Весёлый (вор)                                                           |
| Николай Кычев          | сообщник Васи Весёлого                                                       |
| Наталья Волкова        | соседка тёти Груни                                                           |
| Юрий Ковалёв           | артельщик                                                                    |
| Лев Елисеев            | Исаак Абрамович Гринберг (антиквар)                                          |
| Геннадий Косарев       | начальник отдела кадров                                                      |
| Сергей Носиков         | сотрудник НКВД                                                               |
| Геннадий Меньшиков     | Вадим (таксист-белогвардеец)                                                 |

- Александр Рыбаков и Алишер Умаров — музыканты джаз-бэнда
- Александр Удалов и Александр Петров — сотрудники ОГПУ
- Дмитрий Лебедев и Валерий Ошомков — таксисты-белогвардейцы
- Илья Шидловский и Василий Гузов — студенты техникума
- Роман Павлушев и Александр Андреев — таможенники

### В эпизодах
Сергей Андрейчук, Дмитрий Макеев, Павел Исайкин, Павел Григорьев, Виктор Терехов, Сергей Малюгов, Александр Анисимов, Ирина Кушнир, Антон Пулит, Вадим Смирнов, Алексей Одинг, Николай Горшков и Павел Маковкин.

## Съёмочная группа
- Режиссёр — Лео Зисман.
- Сценаристы — Эдуард Володарский.
- Продюсеры — Екатерина Ефанова, Александр Буравский, Валерий Смецкой, Людмила Колпакова (исп.), Игорь Шредер (лин.), Кристина Франчак (лин.).
- Оператор — Александр Щурок.
- Композитор — Владимир Сайко.
- Художник — Ираида Шульц.

## Награды и номинации
2014 — номинация на премию «Золотой орёл» За лучший телефильм или мини-сериал (до 10 серий включительно)